# Томасевич, Кёртис
Курт Томасевич (англ. Curtis Tomasevicz; 17 сентября 1980, Шелби, Небраска) — американский бобслеист, олимпийский чемпион 2010 года и чемпион мира 2009 года в четвёрках. Участник двух зимних Олимпийских игр. Обладатель шести медалей чемпионата мира. Во время обучения в Университете Небраски занимался американский футболом, переквалифицировался в бобслеисты в 2004 году.

## Выступления на Олимпийских играх
| Олимпийские игры | Возраст | Команда | Пилот          | Двойки | Четвёрки |
| ---------------- | ------- | ------- | -------------- | ------ | -------- |
| 2006 Турин       | 25      | США     | Стивен Холкомб | —      | 6        |
| 2010 Ванкувер    | 29      | США     | Стивен Холкомб | 6      | 1        |
| 2014 Сочи        | 33      | США     | Стивен Холкомб | —      | 2        |